# Naturdenkmal Doline Wintertal

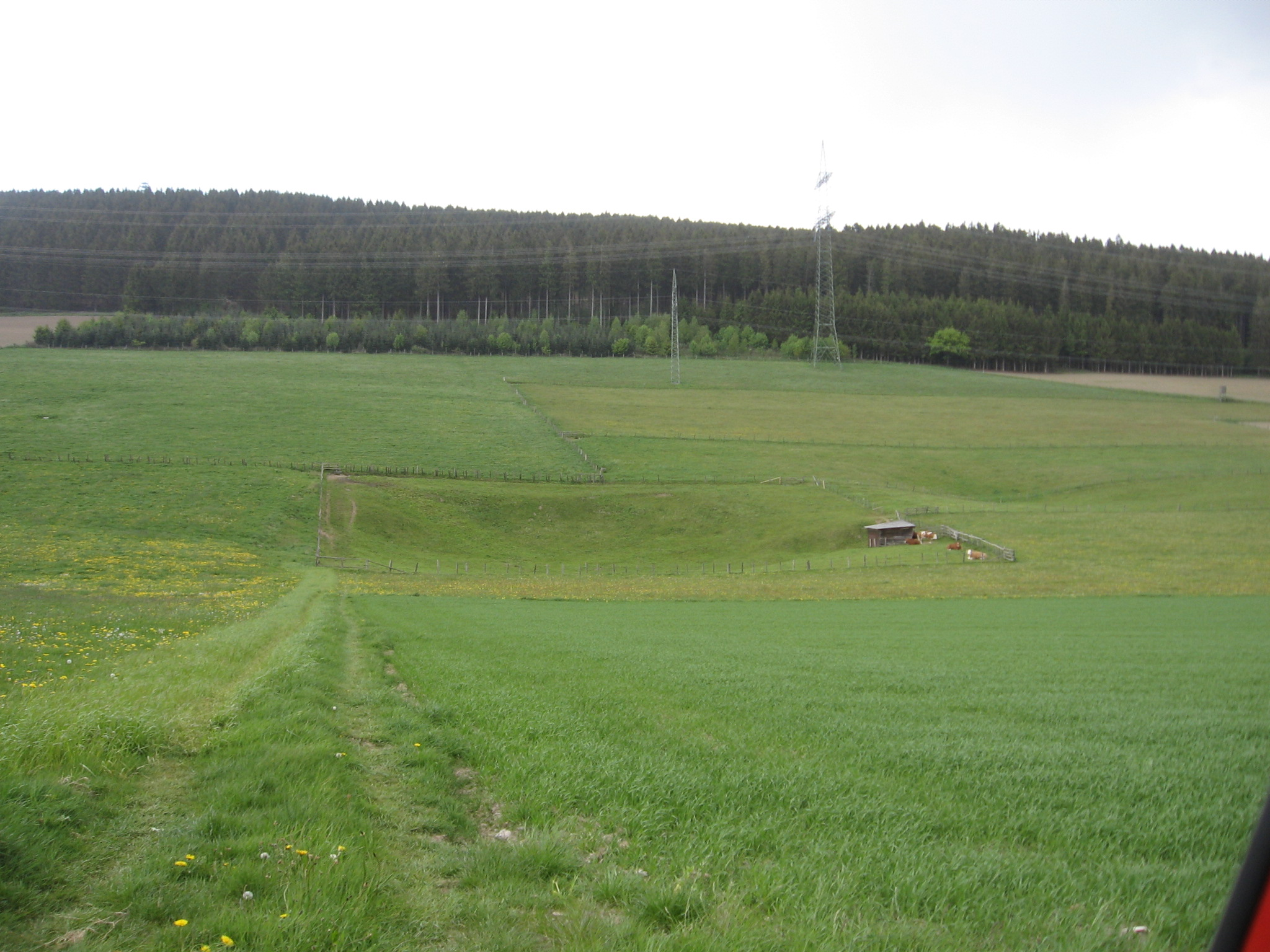
Naturdenkmal Doline Wintertal im Bildmitte

Das Naturdenkmal Doline Wintertal mit einer Größe von 0,5 ha liegt nordöstlich von Altenbüren im Stadtgebiet von Brilon. Das Gebiet wurde 2008 mit dem Landschaftsplan Briloner Hochfläche durch den Hochsauerlandkreis als Naturdenkmal (ND) ausgewiesen. Das Naturdenkmal ist umgeben vom Landschaftsschutzgebiet Wintertal/Escherfeld. 250 Meter weiter westlich befindet sich das Naturdenkmal Schwalgloch Wintertal.
Das ND Doline Wintertal gehört zu den sieben Naturdenkmälern im Landschaftsplan Briloner Hochfläche welche als Karsterscheinungen festgesetzt wurden. Dabei handelt es sich um vier Schwalglöcher und drei Dolinen. 
Die Doline befindet sich mitten in landwirtschaftlichen Flächen. Die Doline selbst und die direkte Umgebung wird als Grünland genutzt. Das ND weist keinen Gehölzbewuchs auf und wird als separate Weide genutzt. Die Dioline hat eine Tiefe von 6 m. Sie ist fast viereckig mit einer Kantenlänge von etwa 70 m.